# Премия Корнелиуса
Премия Корнелиуса (с нем. — «Cornelius-Preis») — художественная премия в области изобразительного искусства, основанная в Дюссельдорфе в 1936 году и названная в честь Петера фон Корнелиуса, первого директора Дюссельдорфской Академии художеств, возрождённой в 1819 году. Вручалась ежегодно в годовщину смерти активиста Альберта Лео Шлагетера ( 26 мая 1923 г.). Как важный инструмент культурной политики города, премия была вновь восстановлена после нацистской эпохи и вручалась художникам и скульпторам с 1948 по 1967 год в день основания города (14 августа 1288 года).

## История
Премия Корнелиуса города Дюссельдорфа была учреждена в 1936 году с целью пропаганды «современного» искусства. Связи с историей Веймарской республики и культурной политикой национал-социализма, а также с так называемым «культом Шлагетера» заключаются в том, что премия присуждалась ежегодно в годовщину смерти активиста «Руркампфа» Шлагетера, который был убит в Дюссельдорфе. Благодаря планированию и строительству национального памятника Шлагетеру Дюссельдорф с 1926 года зарекомендовал себя как основное место существования этого культа.
В 1947 году премия, которая, наряду с премией Иммермана и премией Роберта Шумана, служила центральным инструментом развития культуры города, была возрождена посредством ежегодного конкурса и вручалась вновь в 1948-1967 гг. В состав жюри входили представители важных учреждений города Дюссельдорфа, занимающихся изобразительным искусством. В 1952 году в него входили Вернер Дёде, глава муниципальной художественной коллекции, Хильдебранд Гурлитт, глава художественной ассоциации Рейнской области и Вестфалии, Фридрих Таммс, представитель городской администрации Дюссельдорфа, и Золтан Секеши, профессор скульптуры Дюссельдорфского музея. Академия. Начиная с 1954 года, премия, которая доставалась художникам и скульпторам в размере 5000 немецких марок, была дополнена спонсорским призом для молодых или менее известных художников в размере 2000 немецких марок.

## Лауреаты премии (выборка)
- 1936: Юлиус Бретц (художник), Ганс Брекер[нем.] (скульптор)
- 1937: Курт Циммерман[нем.] (скульптор), Роберт Иттерман[нем.] (скульптор)
- 1938: Карл Йозеф Барт (художник), Золтан Секеши (скульптор), Иво Бойкер[нем.](скульптор)
- 1939: Роберт Пудлих[нем.] (художник), Герман Блюменталь (скульптор)
- 1940: Карл Вайсгербер[нем.] (художник)
- 1941: Рихард Гесснер[нем.] (художник), Мария Фусс[нем.] (скульптор)
- 1942: Альберт Хенрих[нем.] (художник), Карл Фильц[нем.] (скульптор)
- 1944: Гельмут Лизеганг (художник)
- 1948: Губерт Берке (художник), Артур Эрдле[нем.] (художник), Юпп Рюбсам[нем.] (скульптор), Рольф Агрикола[нем.] (скульптор)
- 1950: Артур Бушман[нем.] (художник), Бруно Голлер[нем.] (художник), Марга Грув[нем.] (скульптор), Людвиг Габриэль Шрибер[нем.] (скульптор)
- 1952: Петер Янссен (художник), Освальд Петерсен[нем.] (художник), Курт Швипперт[нем.] (скульптор), Карл Элерс[нем.] (скульптор)
- 1953: Герман Тойбер (художник), Фридрих Шиман[нем.] (художник), Герхарт Шрайтер[нем.] (скульптор), Фриц Перетти[нем.] (скульптор)
- 1954: Эрнст Шумахер (художник), Фридрих Фордемберге[нем.] (художник), Карл Хартунг[нем.] (скульптор), Герхард Хёме[нем.] (художник, спонсорская премия), Ганс Вольфганг Шульц[нем.] (художник, спонсорская премия), Карлхайнц Гёдтке[нем.] (скульптор, спонсорская премия)
- 1955: Карл Шмидт-Ротлуф (художник), Эми Рёдер (скульптор), Петер Брюнинг[нем.] (художник, спонсорская премия), Дитер Керхнер[нем.] (скульптор, спонсорская премия)
- 1956: Фриц Винтер[нем.] (художник), Филипп Харт[нем.] (скульптор), Дитмар Лемке[нем.] (художник, спонсорская премия), Марианна Джови-Накатенус[нем.] (скульптор, спонсорская премия)
- 1957: Вернер Жиль[нем.] (художник), Густав Зейц (скульптор), Герхард Винд[нем.] (художник, спонсорская премия)
- 1958: Юлиус Биссье (художник), Тони Штадлер-младший (скульптор), Рольф Заккенхайм[нем.] (художник, поощрительная премия)
- 1959: Отто Дикс (художник), Людвиг Гис[нем.] (скульптор), Фридерих
Вертман[нем.] (скульптор, поощрительная премия)
- 1960: Гюнтер Гроте[нем.] (художник), Ганс Ульман[нем.] (скульптор), Дитер Рицерт[нем.] (художник, поощрительная премия)